# 494 هـ
494 هـ هي سنة في التقويم الهجري امتدت مقابلةً في التقويم الميلادي بين سنتي 1100 و1101.

## مواليد
- ابن الدهان البغدادي

## وفيات
- المستعلي بالله

- أبو المحاسن الروياني.